# Castifao
Castifao (en cors Castifau) és un municipi francès, situat a la regió de Còrsega, al departament d'Alta Còrsega. L'any 1999 tenia 152 habitants.

## Demografia
| 1962 | 1968 | 1975 | 1982 | 1990 | 1999 |
| ---- | ---- | ---- | ---- | ---- | ---- |
| 261  | 266  | 234  | 223  | 137  | 152  |

## Administració
| Període | Identitat       | Partit | Qualitat |  |
| ------- | --------------- | ------ | -------- |  |
| 2001-   | Mathieu Cervoni |        |          |  |